# Tarennoidea
Tarennoidea é um género botânico pertencente à família Rubiaceae.

## Espécies
- Tarennoidea axillaris
- Tarennoidea wallichii